# تريفور كلارك
تريفور كلارك (14 يناير 1908 في نيوزيلندا - 6 أبريل 1992) (بالإنجليزية: Trevor Clark)‏ هو لاعب كريكت نيوزلندي.

## وصلات خارجية
- تريفور كلارك على موقع إي آس بي آن كريك إنفو (الإنجليزية)